# Wojciech Chądzyński
Wojciech Chądzyński (ur. 27 października 1950 we Wrocławiu) – historyk, dziennikarz, nauczyciel, autor książek historycznych o Wrocławiu.

## Życiorys
Studiował na Wydziale Filozoficzno-Historycznym Uniwersytetu Wrocławskiego (1972–1977). Z dziennikarstwem związany jest od 1974 roku. Pracował w „Gazecie Robotniczej”, następnie w „Słowie Polskim”, a później w „Słowie Polskim Gazecie Wrocławskiej”. Tematyka jego publikacji to głównie problemy ludzi, ich przeżycia, pasje, a także dzieje Wrocławia od średniowiecza po ostatnie dziesięciolecia.
Dzięki jego artykułom publikowanym w „Gazecie Robotniczej” i osobistemu zaangażowaniu, na początku lat osiemdziesiątych XX wieku wróciło na Ostrów Tumski, zlikwidowane wcześniej, oświetlenie gazowe.
W latach 1971–1975 był sekretarzem Studenckiej Wszechnicy Dziennikarskiej, działającej przy Radzie Okręgowej Zrzeszenia Studentów Polskich we Wrocławiu. Do Stronnictwa Demokratycznego wstąpił w 1980 roku; w latach 1987–1989 był członkiem Rady Wojewódzkiej Stronnictwa Demokratycznego we Wrocławiu oraz redaktorem naczelnym miesięcznika „Młody Demokrata”. W 1994 roku był redaktorem naczelnym Wrocławskiego Tygodnika Miejskiego „Panda”.
W latach 2001–2020 prowadził w XIII Liceum Ogólnokształcącym we Wrocławiu warsztaty dziennikarskie.
Odznaczony Srebrnym Krzyżem Zasługi, Honorową Odznaką PCK, Dolnośląski Dziennikarz Roku 2019,.
"Merito de Wratislavia  Zasłużony dla Wrocławia" 

## Publikacje książkowe
- Wrocław, jakiego nie znacie (2005), ISBN 978-83-60544-75-4, wyd. Via Nova
- Wędrówki po Dolnym Śląsku i jego stolicy (2006), ISBN 83-85773-88-6, wyd. I-Bis
- Niekonwencjonalny przewodnik po wrocławskiej katedrze (2007), ISBN 978-83-61512-12-7, wyd. I-Bis
- Wrocławskie wędrówki przez stulecia (2009), ISBN 978-83-60544-68-6, wyd. Via Nova
- Tajemnice wrocławskiej katedry i Ostrowa Tumskiego (2013), ISBN 978-83-64025-04-4, wyd. Via Nova
- Legendy starego Wrocławia (2015), ISBN 978-83-64025-23-5, wyd. Via Nova
- Die Legenden der Dominsel (tłum. na niemiecki Daniel Romić, Ewa Drapała, 2019), ISBN 978-83-7454-425-2, wyd. Wydawnictwo TUM – Wrocławska Księgarnia Archidiecezjalna
- WROCŁAW wydarzenia niezwykłe (2019), ISBN 978-83-64025-48-8, wyd. Via Nova.
- Zagadki kryminalne nie tylko dla licealistów (2023), wyd. Oficyna Wydawnicza ATUT